# Madalena Sá e Costa
Madalena Sá e Costa (Porto, 20 de novembro de 1915 – Porto, 18 de abril de 2022) foi uma violoncelista e pedagoga portuguesa, discípula de Guilhermina Suggia.

## Biografia
Madalena Moreira de Sá e Costa nasceu na cidade do Porto no dia 20 de Novembro de 1915, no meio de uma família de músicos. A mãe era a pianista Leonilda Moreira de Sá, o pai o compositor Luís Costa e o avô materno o violinista Bernardo Moreira de Sá, o primeiro director do Conservatório de Música do Porto.
Antes de se tornar aluna da violoncelista Guilhermina Suggia, tem as primeiras aulas de violoncelo com o pai desta, Augusto Suggia. Em 1940, conclui o Conservatório Nacional de Música em Lisboa onde teve aulas com Isaura Pavia de Magalhães. Dá continuidade aos estudos no estrangeiro, nomeadamente na Suíça onde estudou com Pablo Casals, na Alemanha onde estuda com Paul Grümmer e na França onde foi aluna Gaspar Cassadó.
Com dezanove anos, estreia-se em Lisboa no Teatro Nacional de São Carlos. Um ano antes havia formado com a irmã, a pianista Helena Sá e Costa, um dueto que irá durar 50 anos e que se apresentou pela primeira vez no Palácio de Cristal no Porto. É também com a irmã que forma o Trio Portugália do qual também fazia parte o violinista Henri Mouton, e que mais tarde, com a entrada do violetista François Broos, passa a quarteto.
Tornou-se uma instrumentista de referência, tendo tocado em várias orquestras nomeadamente na Orquestra Sinfónica da Emissora Nacional, na Orquestra Sinfónica do Porto e na Camerata Musical do Porto da qual foi fundadora. Gunther Arglebe, Fritz Rieger, Frederico de Freitas, Pedro Blanch, Pedro de Freitas Branco e Silva Pereira foram alguns dos maestros com quem trabalhou.
Foi também professora em Braga no Conservatório de Música Calouste Gulbenkian e no Conservatório de Música do Porto.
Madalena Sá e Costa faleceu aos 106 anos, no dia 18 de Abril de 2022 no Porto e foi sepultada ao lado da irmã, no Cemitério de Agramonte.

## Prémios e Reconhecimento
Ao longo da sua carreira foi premiada por várias entidades, entre elas destacam-se o Orpheon Portuense em 1939, a Emissora Nacional em 1943, a Fundação Harriet Cohen em 1958 e o Secretariado Nacional de Informação (SNI) em 1966.
O Conservatório de Música Calouste Gulbenkian de Braga atribuiu o seu nome a um dos seus auditórios.
Em 2015, a Câmara Municipal do Porto com o apoio do Conservatório de Música do Porto, criou em sua homenagem o Prémio Madalena Sá e Costa.
Aquando da sua morte em 2022, o Presidente da República Portuguesa, Marcelo Rebelo de Sousa, apresentou as condolências à família através da página oficial da Presidência da República Portuguesa, onde destacou o seu trabalho de pedagoga e interprete.

## Obras
Publicou em 2008, a sua biografia, intitulada Memórias e Recordações, editado pela GaiLivro.

## Ligações Externas
- Óbidos TV | SIPO 2012 • Ensemble de Violoncelos com Madalena Sá e Costa
- Melographia Lusitana | Trio Portugália: Helena Sá e Costa, Madalena Sá e Costa, Fernando Corrêa de Oliveira
- Fotografias: 1º Festival de Música Portuguesa na Casa do Infante: Concerto de Madalena e Helena Sá e Costa
- Filmes Liberdade | Documentário: Uma escola com Memória e Futuro